# Arne Hoel
Arne Hoel (ur. 5 kwietnia 1927 w Skoger, zm. 10 września 2006 w Nordstrand w Oslo) – norweski skoczek narciarski.

## Kariera
Na arenie międzynarodowej pojawił się w 1947, kiedy wygrał szwedzkie igrzyska narciarskie w Sundsvall. Rok później triumfował w Festiwalu Skoków w Oslo. Sukces na owym festiwalu powtórzył w 1951. W 1950 zaliczył też zwycięstwa w międzynarodowych zawodach w szwajcarskim Flims oraz Leizerheide oraz drugie miejsce w igrzyskach narciarskich w Lahti, natomiast w 1951 był drugi na szwedzkich igrzyskach narciarskich.
W 1952 wziął udział w igrzyskach olimpijskich w Oslo. Zajął tam szóste miejsce na skoczni K-72 po skokach na odległość 66,5 oraz 63,5 metra. Do medalu zabrakło mu czterech punktów. W 1954 wygrał konkurs skoków w Revelstoke oraz w Oslo. Startował w międzynarodowych zawodach w Moskwie i zajął tam 11. miejsce. W 1952 w tradycyjnym konkursie na Holmenkollen zajął miejsce trzecie, trzy lata później była to już lokata piętnasta. Wobec słabszych wyników, na Zimowe Igrzyska Olimpijskie 1956 w Cortinie d’Ampezzo nie jechał w roli faworyta. Zajął tam 11. miejsce po skokach na odległość 77,5 oraz 76,5 metra. Po igrzyskach kolejny raz wystartował w Festiwalu Skoków Holmenkollen i zajął drugie miejsce, rok później był dziewiąty, natomiast w 1958 roku piąty. Poza tym Hoel wygrał konkurs skoków w Drammen w 1958. Zwyciężył w Turnieju Norweskim.
Jego największym sukcesem w karierze jest zajęcie trzeciego miejsca w klasyfikacji generalnej 7. Turnieju Czterech Skoczni (1958/1959), chociaż nie stał na podium żadnego z konkursów – zajmował kolejno 9., 8., 6. i ponownie 9. miejsce na poszczególnych skoczniach.
W 1956 otrzymał medal Holmenkollen wraz z Borghild Niskin i Arnfinnem Bergmannem. Po sukcesie w TCS, wystartował jeszcze w konkursie w Le Brassus w Szwajcarii w 1959. W tym samym roku wygrał po raz ostatni Festiwal Skoków Holmenkollen. Startował w nim jeszcze trzykrotnie – 29. miejsce w 1960 r., 43. i 28. w 1961.